# Discolobium psoraliifolium
Discolobium psoraliifolium är en ärtväxtart som beskrevs av George Bentham. Discolobium psoraliifolium ingår i släktet Discolobium och familjen ärtväxter. Inga underarter finns listade i Catalogue of Life.